# Lawrence Harrison
Lawrence E. Harrison (11 marzo 1932 – Alessandropoli, 9 dicembre 2015) è stato un politologo statunitense, noto per il suo lavoro sullo sviluppo internazionale e per essere stato direttore di missione dell'Agenzia statunitense per lo sviluppo internazionale (United States Agency for International Development, USAID) in vari paesi latinoamericani.
È l'ex direttore dell'Istituto per il cambiamento culturale alla Scuola Fletcher, Università Tufts, dove svolse anche le funzioni di professore associato. È autore di vari libri e articoli, soprattutto il suo lavoro con Samuel P. Huntington, Culture Matters.
Il suo lavoro è stato citato migliaia di volte in libri, riviste e altri lavori accademici. Fu noto anche per la sua influenza sulle politiche dello USAID. Le sue opinioni crearono notevoli dispute con altri studiosi, come il professor Noam Chomsky.
Morì il 9 dicembre 2015, all'Ospedale universitario di Alessandropoli, in Grecia.

## Idee
La principale tesi di Harrison è che la cultura è il fattore dominante che influenza il progresso e lo sviluppo dei gruppi e delle nazioni. Anche se i fattori economici, storici e geografici sono rilevanti, Harrison suggerisce che ciò che in ultima analisi determina se un dato gruppo godrà la prosperità economica in una società libera sono i suoi valori culturali. Le credenze religiose e gli altri sistemi di valori influenzeranno grandemente lo sviluppo di una data nazione, il che spiega, a suo avviso, il durevole sottosviluppo di nazioni come Haiti.

## Opere scelte
- Jews, Confucians, and Protestants: Cultural Capital, and the End of Multiculturalism (2012)
- The Central Liberal Truth: How Politics Can Change a Culture and Save It from Itself (2006)
- Developing Cultures: Essays On Cultural Change (co-curatore con Jerome Kagan) (2006)
- Culture Matters--How Values Shape Human Progress (co-curatore con Samuel P. Huntington) (2000)
- The Pan-American Dream (1997)
- Who Prospers? How Cultural Values Shape Economic and Political Success (1992)
- Underdevelopment is a State of Mind--The Latin American Case (1985)